# Col de la Sœur
Le col de la Sœur est un col situé dans le département français du Puy-de-Dôme à 1 149 mètres d'altitude.

## Géographie
Il se trouve sur la route départementale 129 qui relie La Tour-d'Auvergne à La Bourboule sur le territoire de la commune de La Tour-d'Auvergne.

## Topographie
Sa longueur est de 7 km pour un dénivelé de 310 m.